# جوليا ألفاريز ريسانو
جوليا ألفاريز (بالإسبانية: Julia Álvarez Resano)‏ (و. 1903 – 1948 م) هي سياسية، ومُدرسة إسبانية، كانت عضوةً في حزب العمال الاشتراكي الإسباني، توفيت في مدينة مكسيكو، عن عمر يناهز 45 عاماً.

## مناصب
تولت منصب عضو مجلس النواب الإسباني ‏
- civil governor  [لغات أخرى]‏

.